# Білик Сергій Васильович
Сергій Васильович Білик (нар. 2 вересня 1970 Донецьк, Українська РСР) — український та австрійський гандбольний воротар, гравець збірної України.

## Кар'єра гравця
Свою активну професійну кар'єру українець розпочав у донецькому «Політехніку-Динамо». Там він грав із перервою, під час якої виступав у Тунісі до 1999 року. З цього року воротар має контракт із віденським гандбольним клубом «Fivers Margareten» і грає у вищій гандбольній лізі Австрії. Крім того, він веде підготовку воротарів у жіночому гандбольному клубі Hypo Niederösterreich. З віденцями він виграв чемпіонський титул у 2011 році та перемогу в Кубку ÖHB у 2009, 2012, 2013, 2015 та 2016 роках.
Сергій Білик також грав як гандбольний воротар чоловічої збірної України з гандболу, у тому числі на чемпіонаті Європи з гандболу 2010 року в Австрії. Має австрійське громадянство.

## Особисте життя
Син Сергія — Нікола Білик — теж гандболіст, гравець збірної Австрії, з 2012 по 2016 виступав в одній команді з батьком.

## Досягнення
- 1 × чемпіон Австрії (з гандбольним клубом Fivers Margareten)
- 5 × володар Кубка Австрії (з гандбольним клубом Fivers Margareten)